# Fekete Özvegy és Megtorló – A múlt árnyai
A Fekete Özvegy és Megtorló – A múlt árnyai (アベンジャーズ コンフィデンシャル: ブラック・ウィドウ & パニッシャー; Abendzsázu Konfidensaru: Burakku Vidó & Panissá; Hepburn: Abenjāzu Konfidensharu: Burakku Widō & Panisshā; Avengers Confidential: Black Widow & Punisher) 2014-ben kiadott OVA anime film, amelyet a Madhouse készített a Marvel Anime sorozatokat követően. A film gyártásában közreműködött az SH DTV AC BW&P Partners, a Marvel Entertainment és a Sony Pictures Entertainment Japan is.
Elsőként Észak-Amerikában jelent meg DVD-n, Blu-rayen és letölthető digitális formában 2014. március 25-én. Japánban 2014. szeptember 3-án adták ki.
Magyarországon televízióban került bemutatásra, elsőként a Digi Filmen, 2015. december 29-én, majd 2019. július 20-ai premierrel a Viasat 6, 2022. május 28-ai premierrel pedig Viasat Film is műsorára tűzte, újraszinkronizálva az élőszereplős mozifilmek magyar hangjaival.

## Cselekmény
Megtorlót a S.H.I.E.L.D. őrizetbe veszi, miután beavatkozott a szervezet egy titkos küldetésébe. Kiengedéséért cserébe Megtorlónak együtt kell működnie Fekete Özveggyel, hogy leszámoljanak a Leviatán terrorszervezettel, amely a S.H.I.E.L.D.-től ellopott technológiát készül tökéletesíteni és eladni. Caint, a szervezet egy prominens tagját követve egy kutatóközpontba hatolnak be, ahol mutáns szuperkatonákat állítanak elő, a projekt vezetője pedig Elihas Starr, a S.H.I.E.L.D. egy korábbi kutatója, Natasha halottnak hitt szerelme. Útjuk végül Madriporba vezet, ahol a Leviatán a fegyverek árverésére készül. A helyzetet nehezíti, hogy a Leviatán agymosó technikát kezd el használni.

## Szereplők
| Szereplő                         | Japán hang         | Angol hang         | Magyar hang                     | Magyar hang                              |
| Szereplő                         | Japán hang         | Angol hang         | 1. magyar változat (Digi, 2015) | 2. magyar változat (Sony Pictures, 2019) |
| -------------------------------- | ------------------ | ------------------ | ------------------------------- | ---------------------------------------- |
| Natasha Romanoff / Fekete Özvegy | Szavasiro Mijuki   | Jennifer Carpenter | Solecki Janka                   | Csondor Kata                             |
| Frank Castle / Megtorló          | Genda Tessó        | Brian Bloom        | Bognár Tamás                    | László Zsolt                             |
| Elihas Starr / Tojásfej          | Tócsi Hiroki       | Grant George       | Dányi Krisztián                 | Tokaji Csaba                             |
| Nick Fury                        | Tezuka Hideaki     | John Eric Bentley  | Tokaji Csaba                    | Vass Gábor                               |
| Orion                            | Szugavara Maszasi  | J.B. Blanc         | Törköly Levente                 | Törköly Levente                          |
| Cain                             | Ótomo Rjúzaburó    | Kyle Hebert        | Vass Gábor                      | Orbán Gábor                              |
| Tony Stark / Vasember            | Fudzsivara Keidzsi | Matthew Mercer     | Fehérváry Márton                | Fekete Ernő                              |
| Amadeus Cho                      | Namikava Daiszuke  | Eric Bauza         | Szalay Csongor                  | Czető Ádám                               |
| Maria Hill                       | Minagava Dzsunko   | Kari Wahlgren      | Tóth Nikolett                   | Szinetár Dóra                            |
| Clint Barton / Sólyomszem        | Szakagucsi Súhei   | Matthew Mercer     | N/A                             | Stohl András                             |
| Hulk                             | Karaszuma Juicsi   | Fred Tatasciore    | Petridisz Hrisztosz             | Rajkai Zoltán                            |
| Ren                              | Izumi Hiszasi      | Fred Tatasciore    | Potocsny Andor                  | Potocsny Andor                           |
| főcím, stáblista felolvasása     | –                  | –                  | Endrédi Máté                    | Korbuly Péter                            |

Cameoszerepben felbukkan Thor, Hadigép, Carol Danvers, Grim Reaper, Graviton, Griff, Kiképző, Nefaria gróf és Zémó báró is.
További magyar hangok az 1. változatban: Hám Bertalan – ügynök, Honti Molnár Gábor – Zémó báró, Szabados Zsuzsa – hongkongi néni.
További magyar hangok a 2. változatban: Horváth Miklós – Zimo, Megyeri János, Törtei Tünde

## Extrák
A DVD-lemezeken két extra található: „Espionage and Punishment” és „The Vigilante Vs. The Spy”, míg a Blu-rayen egy koncepciós rajzokból álló galéria is megtalálható. Az „Espionage and Punishment” bemutatja a képregényszereplők átemelését az animébe, láthatóak korai koncepciós rajzok és storyboardok. A „The Vigilante Vs. The Spy” bemutatja Frank Castle-t (Megtorló) és Natasha Romanoffot (Fekete Özvegy).

## Fogadtatás
Cliff Wheatley, az IGN kritikusa dicsérte a komplex karaktereket és az élvezetes akciójeleneteket, amik csak ritkán mennek a történet vagy a szereplők fejlődésének kárára. Bírálta a szerinte szükségtelen cameo-megjelenéseket, és az alkalmanként merev angol szinkrongangokat. Theron Martin az Anime News Networktől pozitívumként emelte ki az „intenzív”, „jól koreografált” akciójeleneteket, és néhány jó filozófiai elemet. Kritizálta a cselekmény egyediségének hiányát és a „gyenge” romantikus szálat. A történetre, az angol szinkronra és a feliratra „C+”, az animációra és a művészmunkára „A-”, a zenére „B” osztályzatot adott. Adam Tyner a DVD Talktól a Marvel ezidáig megjelent legjobb animekiadványának nevezte a filmet, különösen a Vasember: Technovore ébredéséhez képest érzett pozitív irányú fejlődést. Jehu Calderon (Movie Pilot) szerint a film a Marvel- és az animerajongókat is egyaránt ki fogja elégíti, ami véleménye szerint „talán a legélvezetesebb és legszórakoztatóbb Marvel animációs film hosszú ideje”. Dicsérte az animációt, de negatív hanggal írt a lassú, A-ból B pontba haladó cselekményről. Ennek ellenére a történetet szórakoztatónak, a szövegkönyvet jól megírtnak találta.